# Kalhatti, Jamkhandi
Kalhatti là một làng thuộc tehsil Jamkhandi, huyện Bagalkot, bang Karnataka, Ấn Độ.